# François de Polignac
François Sosthène Marie Joseph, prince de Polignac,   est un agriculteur et homme politique français né le 4 octobre 1887 à Paris et décédé le 26 décembre 1981 à Vaux-le-Pénil (Seine-et-Marne).

## Biographie
3e fils de Héracle de Polignac, 5ème duc de Polignac, et de Marie Odette Frotier de Bagneux, il s'intéresse au monde agricole et fait l'École supérieure d'Agriculture d'Angers. 
Durant la première guerre mondiale, il sert comme sous officier et est décoré de la Croix de guerre. 
Au lendemain de la Première Guerre mondiale, il s'engage en politique, en 1919, en se faisant élire maire de La Jumellière, puis conseiller général du canton de Chemillé à partir de 1922. 
Membre de la Fédération républicaine, il est élu en 1928 député du Maine-et-Loire, puis réélu en 1932 et 1936.
En 1932, il s'éloigne de la Fédération au moment où celle-ci dérive nettement à droite. Il rejoint alors le groupe Républicain et social conduit par Georges Pernot, puis, en 1936, celui des Républicains indépendants et d'action sociale. François de Polignac rejoint ensuite le Parti social français à sa création.
En juillet 1940, il ne prend pas part au vote des pleins pouvoirs au maréchal Pétain. Premier parlementaire frappé par l'occupant, il est condamné dès le mois de juillet 1940 à cinq ans de prison.

### Mariages et descendance
François de Polignac s'est marié deux fois :
Il épouse en 1913 Simone de Maillé de La Tour-Landry (1889-1950), fille de Louis Armand Joseph de Maillé de La Tour-Landry, député du Maine-et-Loire, et d'Hélène de La Rochefoucauld. 
Elle lui apporte le domaine de La Jumellière et lui donne 5 enfants :
- - Armand-Louis de Polignac (1914-2003), marié en 1943 avec Jeanne de Chabot (1920-2009). Cette dernière sous le nom de Princesse Armand-Louis de Polignac a parrainé le Cercle de Descendants et amis de Vétérans français du Front de l'Est[2] en compagnie du capitaine Jacques Martin[3] jusqu'à sa mort;
  - Odette de Polignac (1916-2012), mariée en 1940 avec Marc Pierre Aurélien de Voyer de Paulmy, 8e marquis d'Argenson (1906-1975) ;
  - Hubert de Polignac (1918-1981), marié en 1941 avec Radegonde Moulart de Vilmarest (1921-2006) ;
  - Bernard de Polignac (1920-1943), engagé dans la LVF sur le front de l'Est, il est tué par des partisans soviétiques alors qu'il combattait sous uniforme allemand aux côtés de la Wehrmacht et de la Waffen-SS[4].
  - Gérard de Polignac, prêtre (1922-2008)[5] ;

Veuf, il se remarie en 1954 avec Hedwige de Chabannes (1895-1986), femme de lettres, sans postérité.
Ses frères aînés sont respectivement Armand Henri Jules Marie de Polignac (1872-1961), 6e duc de Polignac et Henri de Polignac (1878-1915, Mort pour la France).

### Distinction
- Chevalier de la Légion d'honneur[6]